# نادي عفرين
نادي عفرين الرياضي هو نادي سوري لكرة القدم مقره عفرين في سوريا. تأسس عام 1984. لعب في الدوري السوري الممتاز عامي 2007-2008 و2009-2010 ، وصعد لموسم 2021-22. تم نقل النادي إلى حلب بسبب الاحتلال التركي لعفرين عام 2018، يلعب مباريات على أرضه على ملعب الحمدانية وملعب 7 أبريل.